# Pueblo Unido (Costa Rica)
Pueblo Unido es el nombre de varios grupos políticos costarricenses. El original fue la coalición de partidos de izquierda marxista fundada para las elecciones de 1978, por el Partido Vanguardia Popular, el Partido Socialista Costarricense y el Movimiento Revolucionario del Pueblo. Postuló al médico exliberacionista Rodrigo Gutiérrez Sáenz quien fue el tercer candidato más votado y consiguió 3 asientos en el Congreso. Repitió candidato en las elecciones de 1982 donde, estando el país en crisis económica y social y sufriendo de una tensa situación internacional que causaron una serie de bloqueos, obtiene el mejor resultado hasta entonces en la historia de la izquierda costarricense posterior a 1948; cuatro diputados en la Asamblea y aunque Gutiérrez terminó en cuarto lugar tras la candidatura del expresidente Mario Echandi obtuvo más votos que en los anteriores comicios. Para estas elecciones el maoísta Frente Popular Costarricense de Rodolfo Cerdas (escisión de Vanguardia Popular por la disputa internacional entre leninismo y maoísmo) que había obtenido un diputado en 1978 participó dentro de Pueblo Unido.
En 1984, surge una pugna entre sectores dentro de Pueblo Unido. Humberto Vargas Carbonell mantiene una posición dura y militar. Partidario de llevar a cabo la revolución y la guerra popular para convertir a Costa Rica en un Estado comunista. Mientras que Manuel Mora Valverde, siempre moderado y demócrata, era partidario de la institucionalidad y la reforma social por medios democráticos en Costa Rica. El resultado es que Vanguardia Popular se aparta de la coalición para las elecciones de 1986 y la izquierda va dividida con dos coaliciones; Pueblo Unido y Alianza Popular, ambos sufriendo una dura derrota ya que ninguno de los dos pasó del 1% y sólo obtuvieron un diputado cada uno.
Al no tener éxito electoral, esta formación de Pueblo Unido desaparece, pero dos partidos nuevos, el Partido Democrático Popular y el Partido del Pueblo Civilista, se coaligan y toman el nombre y la bandera para las elecciones de 1990.
De nuevo el éxito electoral es nulo, así que esta nueva formación también sucumbe. Para las elecciones de 1998, Vanguardia Popular toma el nombre y la bandera de Pueblo Unido y postula para la Presidencia a Norma Vargas Duarte.
Para las elecciones del 2002 Vanguardia Popular bajo la divisa de Pueblo Unido, el Partido Socialista Costarricense y Partido Acción Democrática Alajuelense forman la Coalición Cambio 2000, con Jorge Walter Coto Molina como candidato presidencial, pero no logran ningún resultado electoral. En el 2004 Vanguardia Popular retoma su nombre original y Pueblo Unido desaparece.
Para las elecciones presidenciales de 2022 un partido provincial puntarenense se fundó utilizando el nombre y la bandera de Pueblo Unido.

## Candidatos presidenciales
|  | 2.7 % |

|  | 3.3 % |

|  | 0.8 % |

|  | 3.3 % |

|  | 0.2 % |

|  | 0.26 % |

|  | 0.07 % |

## Elecciones legislativas
|  | 7.7 % |

|  | 6.4 % |

|  | 2.7 % |

|  | 3.3 % |

|  | 3.8 % |

|  | 0.8 % |

|  | 0.29 % |